# كيفين جارسيا مارتينيز
كيفين جارسيا مارتينيز (بالإنجليزية: Kevin Garcia)‏ (21 أغسطس 1990 في الولايات المتحدة - ) هو لاعب كرة قدم أمريكي في مركز الدفاع. لعب مع IFK Luleå ‏ ونادي غالواي ‏ ونادي فيستيروس ‏ وRio Grande Valley FC Toros ‏ وLong Island Rough Riders ‏.

## وصلات خارجية
- كيفين جارسيا مارتينيز على موقع الدوري الأمريكي (الإنجليزية)
- كيفين جارسيا مارتينيز على موقع قاعدة بيانات كرة القدم.إي يو (الإنجليزية)
- كيفين جارسيا مارتينيز على موقع Soccerbase.com (لاعب) (الإنجليزية)
- كيفين جارسيا مارتينيز على موقع Soccerway.com (الإنجليزية)